# Sončev mrk 2. avgusta 2027
V ponedeljek, 2. avgusta 2027, se bo na večjem delu srednje vzhodne poloble zgodil popolni sončev mrk. Potoval bo preko vzhodnega Atlantika do Gibraltarske ožine med Španijo in Marokom. Popolnost bo vidna na jugu Španije, pa tudi na delih Severne Afrike, Srednjega Vzhoda in na Afriškem rogu. Delni mrk bo viden na večini vzhodne poloble. Večja mesta na poti popolnosti vključujejo Luxor v Srednjem Egiptu, Džeda in Meka v južni Savdski Arabiji in Sana'a v južnem Jemnu. V Tuniziji bo to prvi od treh popolnih mrkov, ki bodo v 21. stoletju prečkali srednji del države.
Maksimalno bo popolnost trajala v Egiptu, približno 60 km jugovzhodno od Luxorja, trajal bo namreč 6 minut in 22 sekund.

## Slike
Animirana pot

## Povezani mrki

### Sončevi mrki 2026–2029
Ta mrk je del semestrskih serij. Mrk v ciklu Sončevih mrkov se ponovi na približno vsakih 177 dni in 4 ur (en semester) na izmeničnih vozlih Luninega tira.
| Dvižni vozel                                                                                        | Dvižni vozel                  |     | Padni vozel             | Padni vozel |
| 121                                                                                                 | 17. februar 2026 Kolobarjasti | 126 | 12. avgust 2026 Popolni |             |
| 131                                                                                                 | 6. februar 2027 Kolobarjasti  | 136 | 2. avgust 2027 Popolni  |             |
| 141                                                                                                 | 26. januar 2028 Kolobarjasti  | 146 | 22. julij 2028 Popolni  |             |
| 151                                                                                                 | 14. januar 2029 Delni         | 156 | 11. julij 2029 Delni    |             |
| Delna sončeva mrka 12. junija 2029 in 5. decembra 2029 se bosta zgodila v naslednjem lunarnem letu. |                               |     |                         |             |

### 136. saros
136. sončev saros, ki se ponovi na vsakih 18 let in 11 dni, vsebuje 71 mrkov. Serija se je pričela z delnim mrkom 14. junija 1360, od 8. septembra 1504 pa so potekali kolobarjasti mrki. Od 22. novembra 1612 do 17. januarja 1703 so sledili hibridni mrki, popolni mrki pa od 27. januarja 1721 do 13. maja 2496. Serija se konča z 71. članom, ki bo delni mrk 30. julija 2622. Skupaj bo saros trajal 1262 let. Najdaljši mrk se je zgodil 20. junija 1955, saj je najdlje trajal 7 minut in 7,74 sekund. Vsi mrki v tej seriji so na Luninem padnem vozlu.
| Člani serije od 29 do 43 med 1865 in 2117 | Člani serije od 29 do 43 med 1865 in 2117 | Člani serije od 29 do 43 med 1865 in 2117 |
| 29                                        | 30                                        | 31                                        |
| ----------------------------------------- | ----------------------------------------- | ----------------------------------------- |
| 25. april 1865                            | 6. maj 1883                               | 18. maj 1901                              |
| 32                                        | 33                                        | 34                                        |
| 29. maj 1919                              | 8. junij 1937                             | 20. junij 1955                            |
| 35                                        | 36                                        | 37                                        |
| 30. junij 1973                            | 11. julij 1991                            | 22. julij 2009                            |
| 38                                        | 39                                        | 40                                        |
| 2. avgust 2027                            | 12. avgust 2045                           | 24. avgust 2063                           |
| 41                                        | 42                                        | 43                                        |
| 3. september 2081                         | 14. september 2099                        | 26. september 2117                        |

### Metonske serije
Metonov niz ponovi mrke na vsakih 19 let (6939,69 dni). Traja približno 5 ciklov. Mrki se zgodijo v skoraj enakem koledarskem datumu. Oktonski podnizi se ponovijo na 1/5 časa trajanja Metonovega cikla, oziroma na vsakih 3,8 let (1387,94 dni).
Vsi mrki v tej tabeli so se zgodili na Luninem padnem vozlu.
| Oktonske serije z 21 mrki med 21. majem 1993 in 2. avgustom 2065 | Oktonske serije z 21 mrki med 21. majem 1993 in 2. avgustom 2065 | Oktonske serije z 21 mrki med 21. majem 1993 in 2. avgustom 2065 | Oktonske serije z 21 mrki med 21. majem 1993 in 2. avgustom 2065 | Oktonske serije z 21 mrki med 21. majem 1993 in 2. avgustom 2065 |
| 20.-21. maj                                                      | 8.–9. marec                                                      | 25.–26. december                                                 | 13.–14. oktober                                                  | 1.–2. avgust                                                     |
| 98                                                               | 100                                                              | 102                                                              | 104                                                              | 106                                                              |
| ---------------------------------------------------------------- | ---------------------------------------------------------------- | ---------------------------------------------------------------- | ---------------------------------------------------------------- | ---------------------------------------------------------------- |
| 21. maj 1955                                                     | 9. marec 1959                                                    | 26. december 1962                                                | 14. oktober 1966                                                 | 2. avgust 1970                                                   |
| 108                                                              | 110                                                              | 112                                                              | 114                                                              | 116                                                              |
| 21. maj 1974                                                     | 9. marec 1978                                                    | 26. december 1981                                                | 14. oktober 1985                                                 | 1. avgust 1989                                                   |
| 118                                                              | 120                                                              | 122                                                              | 124                                                              | 126                                                              |
| 21. maj 1993                                                     | 9. marec 1997                                                    | 25. december 2000                                                | 14. oktober 2004                                                 | 1. avgust 2008                                                   |
| 128                                                              | 130                                                              | 132                                                              | 134                                                              | 136                                                              |
| 20. maj 2012                                                     | 9. marec 2016                                                    | 26. december 2019                                                | 14. oktober 2023                                                 | 2. avgust 2027                                                   |
| 138                                                              | 140                                                              | 142                                                              | 144                                                              | 146                                                              |
| 21. maj 2031                                                     | 9. marec 2035                                                    | 26. december 2038                                                | 14. oktober 2042                                                 | 2. avgust 2046                                                   |
| 148                                                              | 150                                                              | 152                                                              | 154                                                              | 156                                                              |
| 20. maj 2050                                                     | 9. marec 2054                                                    | 26. december 2057                                                | 13. oktober 2061                                                 | 2. avgust 2065                                                   |
| 158                                                              | 160                                                              | 162                                                              | 164                                                              | 166                                                              |
| 20. maj 2069                                                     | 8. marec 2073                                                    | 26. december 2076                                                | 13. oktober 2080                                                 | 1. avgust 2084                                                   |